# Martinščina
Martinščina (furlansko San Martin dal Cjars, italijansko San Martino del Carso) je zaselek v občini  Zagraj  v Goriški pokrajini.

## Zgodovina
Kraj so v 15. stoletju ustanovili beneški kolonisti, katerih sledi ostajajo v pogostem priimku "Visintin". Kraj je bil med prvo svetovno vojno v okviru bojev za osvojitev Debele griže (Monte San Michele) popolnoma uničen in nato obnovljen na nižji nadmorski višini.

## Spomeniki in zanimivi kraji
Muzej na prostem Debela Griža (Monte San Michele)
Ponuja naravno zgodovinski itinerar; pot se začne pri strelski galeriji tretje armade v bližini kraja, nadaljuje se proti jami generala Lukačiča, obvozi Vrh 3 in doseže Vrh 2. Pot se nadaljuje po Cippijevi poti, od katere vodi stezica do majhnega pokopališča žrtev, ki jih je 29. junija 1916 prizadel kemični napad. Iz središča Martinščine lahko pridete do plošče z madžarsko pesmijo in do muzeja prve svetovne vojne.
V bližini, blizu ulice Via Piantella, je bojno območje z jarkom Frasche, spominskim kamnom brigadi Sassari in Filippu Corridoni.
Muzej prve svetovne vojne
Nahaja se v kraju in gosti stalno razstavo vojnih relikvij. Razstava se osredotoča predvsem na plinski napad 29. junija 1916.
Cerkev svetega Martina škofa
Ker je bila mestna cerkev uničena med prvo svetovno vojno, so kratek čas po vojni bogoslužja potekala v zasebni hiši z opremo iz cerkve v Zdravščini. Nova cerkev, ki ima samo en oltar, je bila v začetku dvajsetih let prejšnjega stoletja prezidana v neoromanskem slogu.